# 新溫泉町
新溫泉町（日语：／ Shinonsen chō */?）是位於日本兵庫縣西北端的行政區劃。西接鳥取縣，北鄰日本海，海岸區域被劃入山陰海岸國立公園的範圍；轄內南部的山區則屬冰之山後山那岐山國定公園。

## 人口
| 新溫泉町人口分布圖 |                                                 |  |
| 新溫泉町與日本全國年齡別人口分布比較圖 （2005年資料） | 新溫泉町的年齡、男女別人口分布圖 （2005年資料） |  |
| ■紫色是新溫泉町 ■綠色是全国 | ■藍色是男性 ■紅色是女性                         |  |
| 新溫泉町人口變化 \| 1970年 \| 22,961人 \| \| \| 1975年 \| 21,876人 \| \| \| 1980年 \| 21,514人 \| \| \| 1985年 \| 21,011人 \| \| \| 1990年 \| 20,226人 \| \| \| 1995年 \| 19,629人 \| \| \| 2000年 \| 18,601人 \| \| \| 2005年 \| 17,467人 \| \| \| 2010年 \| 16,004人 \| \| \| 2015年 \| 14,819人 \| \| \| 2020年 \| 13,318人 \| \| |                                                 |  |
| 資料來源：日本總務省統計中心提供之人口普查數據 |                                                 |  |
| 1970年 | 22,961人                                        |  |
| 1975年 | 21,876人                                        |  |
| 1980年 | 21,514人                                        |  |
| 1985年 | 21,011人                                        |  |
| 1990年 | 20,226人                                        |  |
| 1995年 | 19,629人                                        |  |
| 2000年 | 18,601人                                        |  |
| 2005年 | 17,467人                                        |  |
| 2010年 | 16,004人                                        |  |
| 2015年 | 14,819人                                        |  |
| 2020年 | 13,318人                                        |  |

## 历史
現在的新溫泉町轄區相當於過去但馬國二方郡的全部區域，過去曾建有蘆屋城。江戶時代初期1605年，宮城頼久曾被封於此地，在此建立了蘆屋陣屋；1627年其子宮城豐嗣的領地被家封至1萬3千石，因而升格設立為清富藩，但在1643年其過世後因無子嗣，領地被幕府收回並取消了清富藩。此後此地部分地區成為豐岡藩領地，部分地區為幕府直屬領。
幕府結束後，曾先後隸屬府中裁判所、久美濱縣管轄，1871年全部區域被整併至豐岡縣，1876年再次被整併到現在的兵庫縣內。1889年實施町村制，現在的轄區範圍在當時分屬：溫泉村、照來村、八田村、大庭村、東濱村、西濱村六個行政區劃。1950年代的昭和大合併期間，這六個村被整併為溫泉町和濱坂町兩町；2000年代的平成大合併期間，這兩個町於2005年再次整併為現在的新溫泉町。

### 變遷表
| 1889年4月1日 | 1889年-1926年         | 1926年-1944年         | 1944年-1954年        | 1954年-1989年        | 1989年-現在            | 現在                   |
| ------------ | --------------------- | --------------------- | -------------------- | -------------------- | ---------------------- | ---------------------- |
| 溫泉村       | 溫泉村                | 1927年4月15日 溫泉町  | 1954年10月1日 溫泉町 | 1954年10月1日 溫泉町 | 2005年10月1日 新溫泉町 | 2005年10月1日 新溫泉町 |
| 照來村       |                       |                       | 1954年10月1日 溫泉町 | 1954年10月1日 溫泉町 | 2005年10月1日 新溫泉町 | 2005年10月1日 新溫泉町 |
| 八田村       |                       |                       | 1954年10月1日 溫泉町 | 1954年10月1日 溫泉町 | 2005年10月1日 新溫泉町 | 2005年10月1日 新溫泉町 |
| 大庭村       | 大庭村                | 大庭村                | 1954年10月1日 濱坂町 | 1954年10月1日 濱坂町 | 2005年10月1日 新溫泉町 | 2005年10月1日 新溫泉町 |
| 東濱村       | 1891年12月11日 濱坂町 | 1891年12月11日 濱坂町 | 1954年10月1日 濱坂町 | 1954年10月1日 濱坂町 | 2005年10月1日 新溫泉町 | 2005年10月1日 新溫泉町 |
| 西濱村       |                       |                       | 1954年10月1日 濱坂町 | 1954年10月1日 濱坂町 | 2005年10月1日 新溫泉町 | 2005年10月1日 新溫泉町 |

## 交通

### 機場
距離最近的機場是鳥取機場和但馬飛行場，過去轄內曾設有湯村溫泉直升機降落場，不過已經在2008年停止使用。

### 鐵路
- 西日本旅客鐵道（JR西日本）
  - 山陰本線：（←香美町） - 久谷車站 - 濱坂車站 - 諸寄車站 - 居組車站 - （岩美町→）

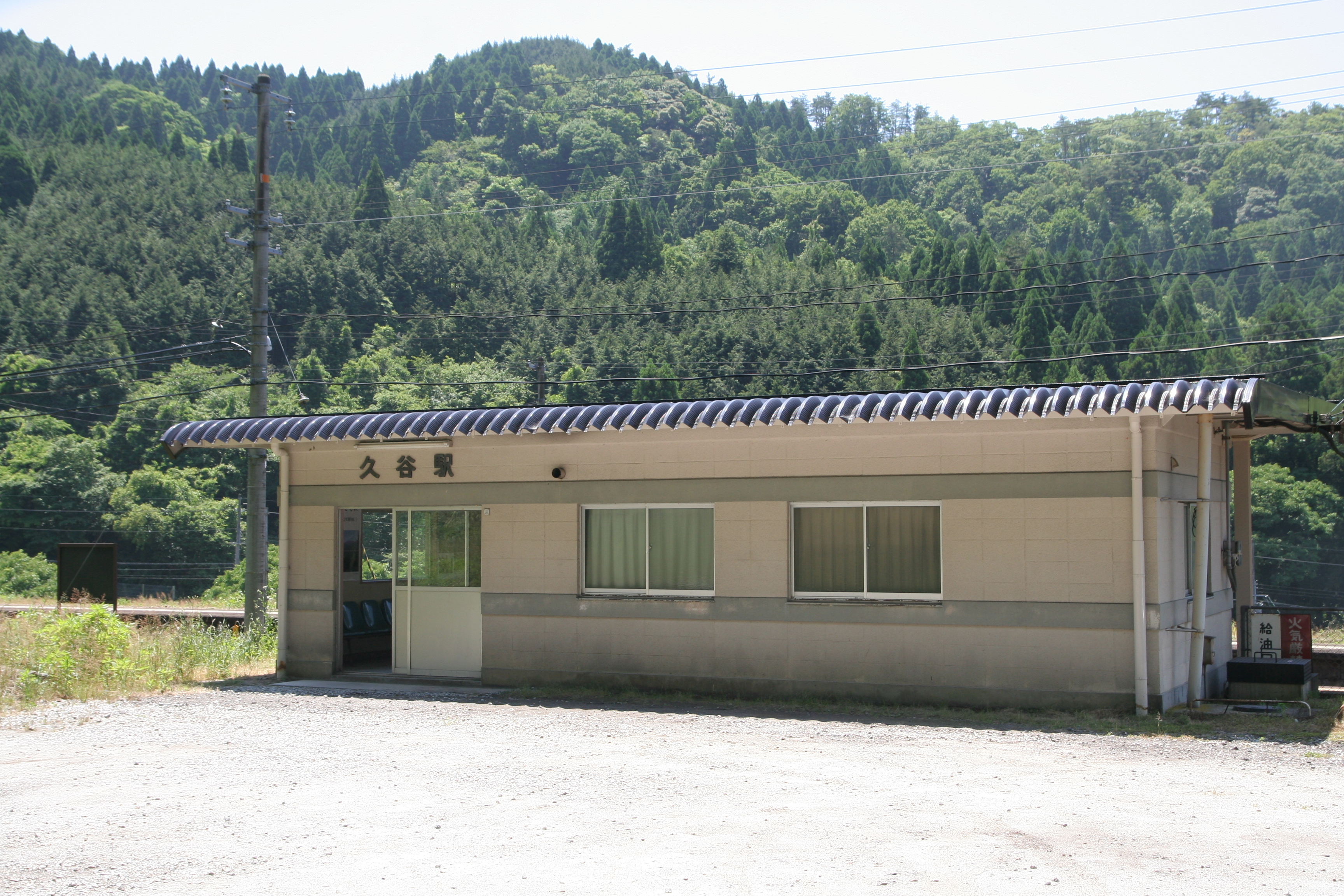
久谷車站
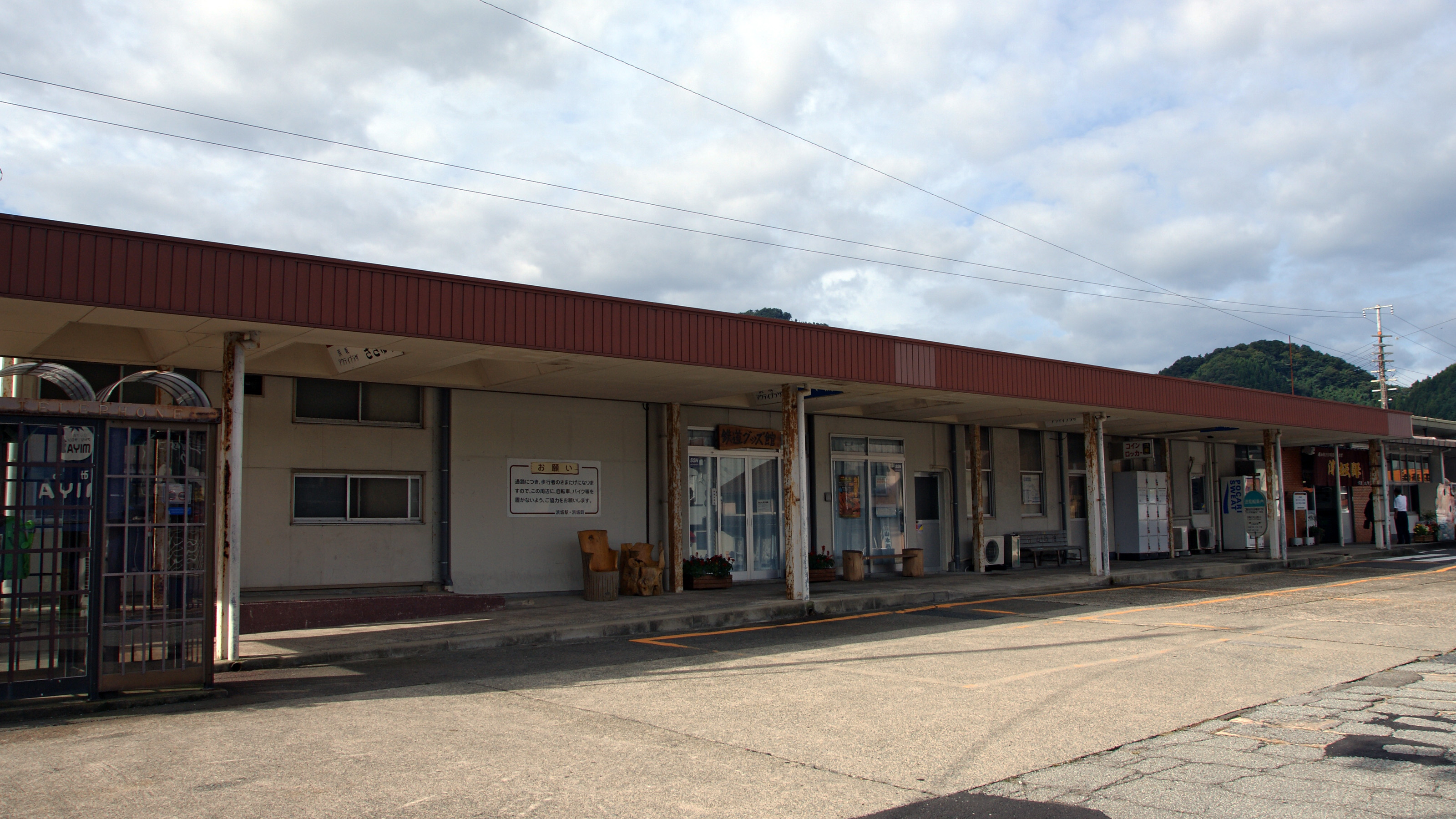
濱坂車站
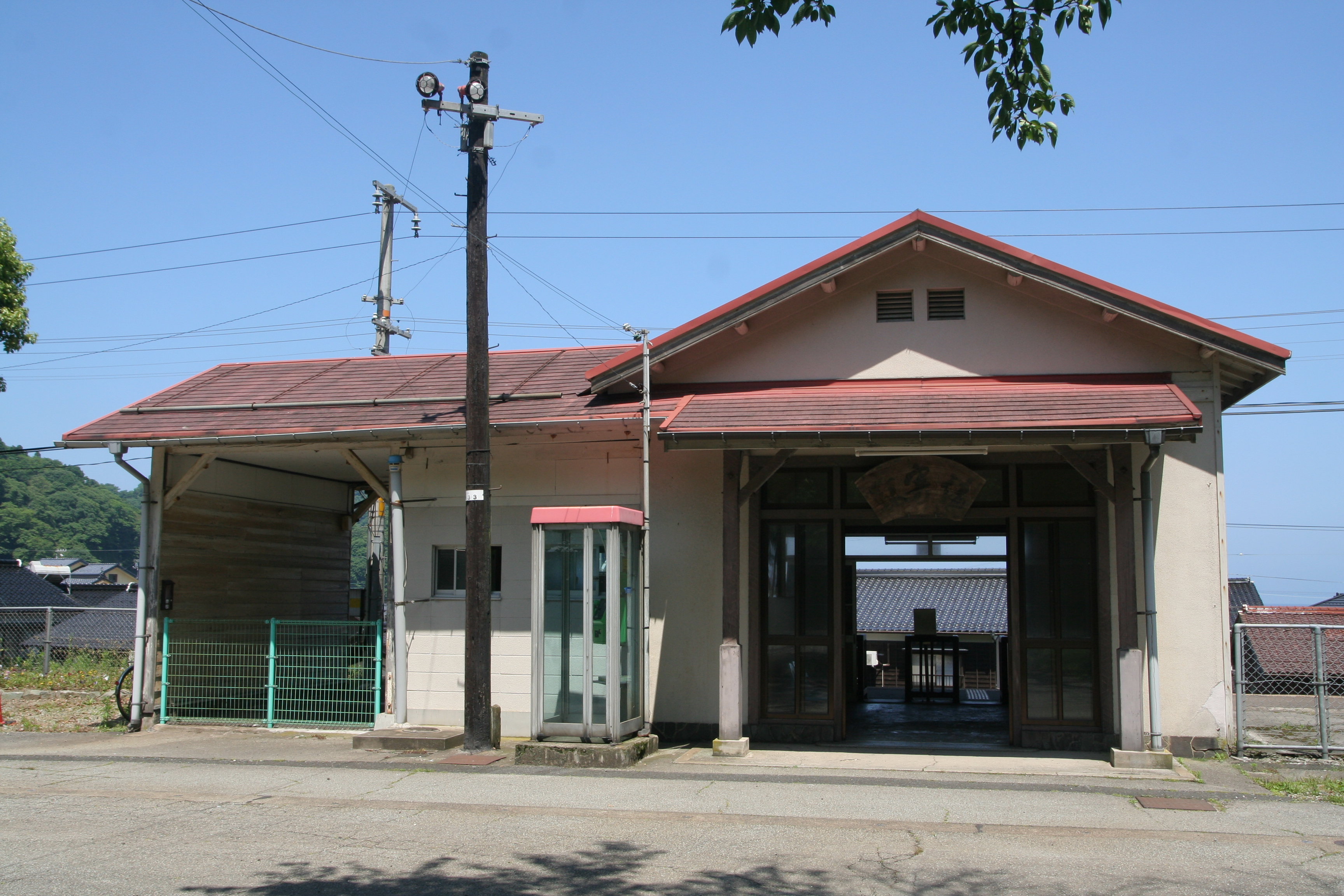
諸寄車站
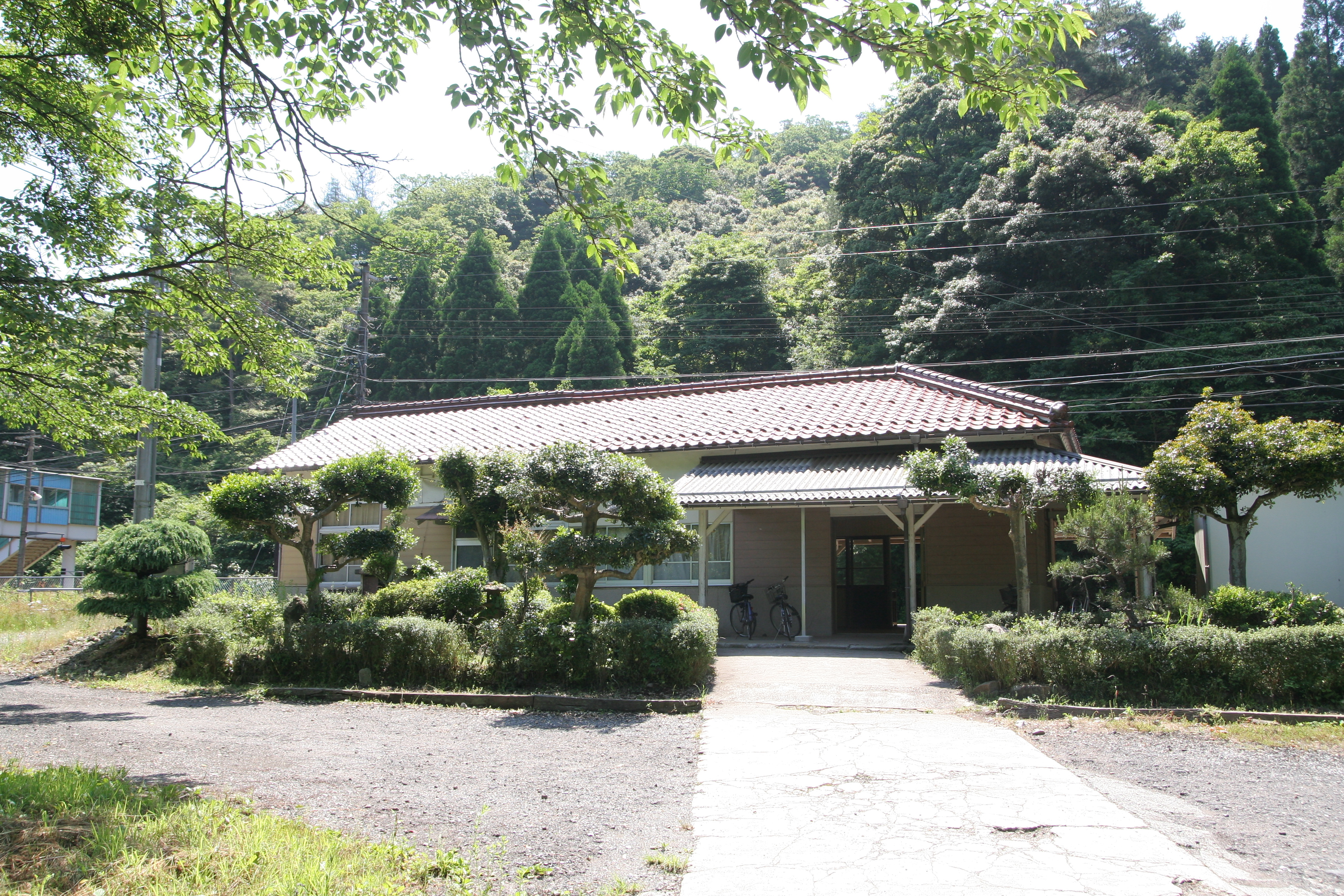
居組車站

### 公路
一般國道
- 國道9號、國道178號（日语：国道178号）

## 觀光資源

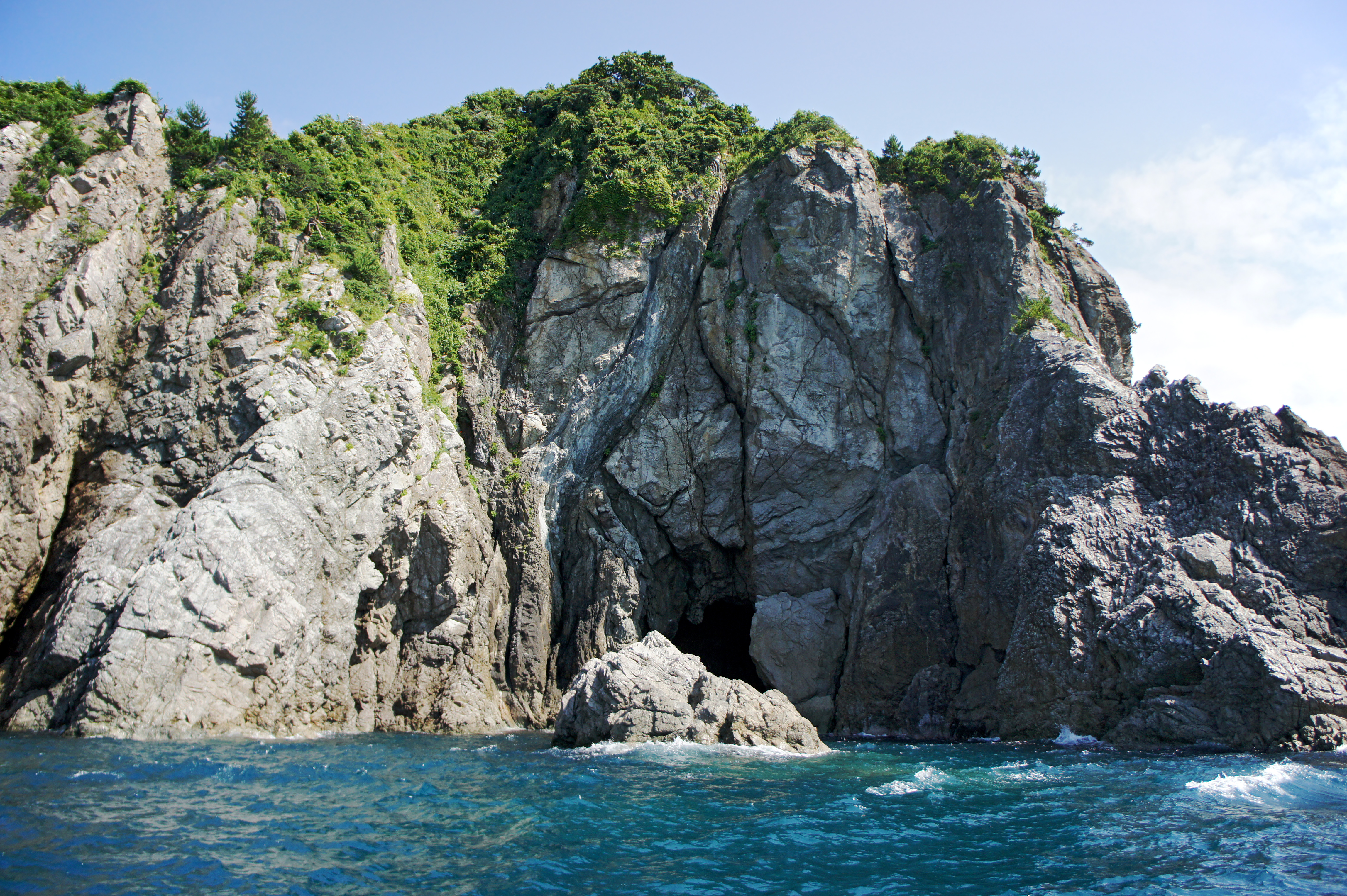
但馬御火浦 龍宮洞門

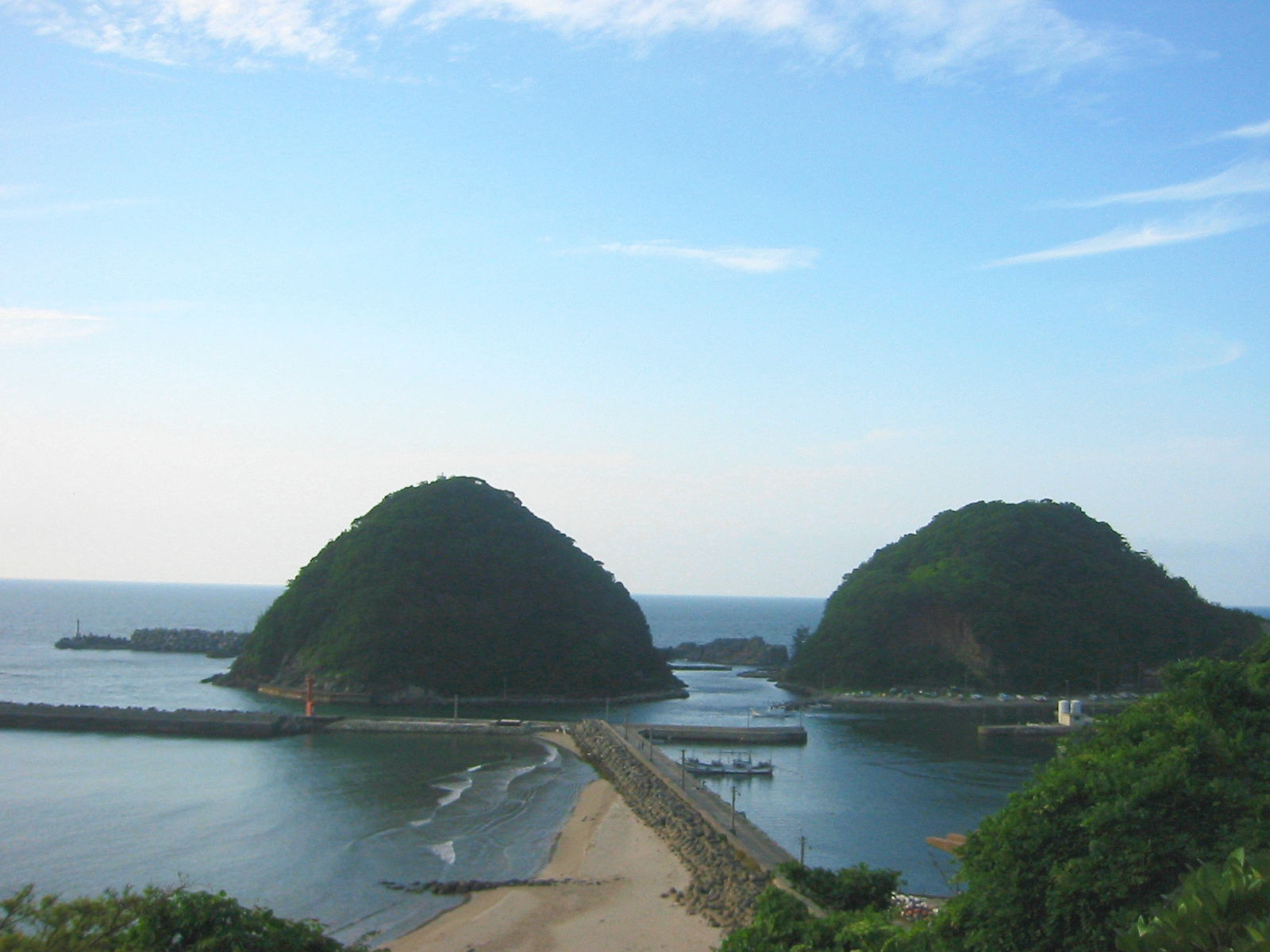
居組海岸

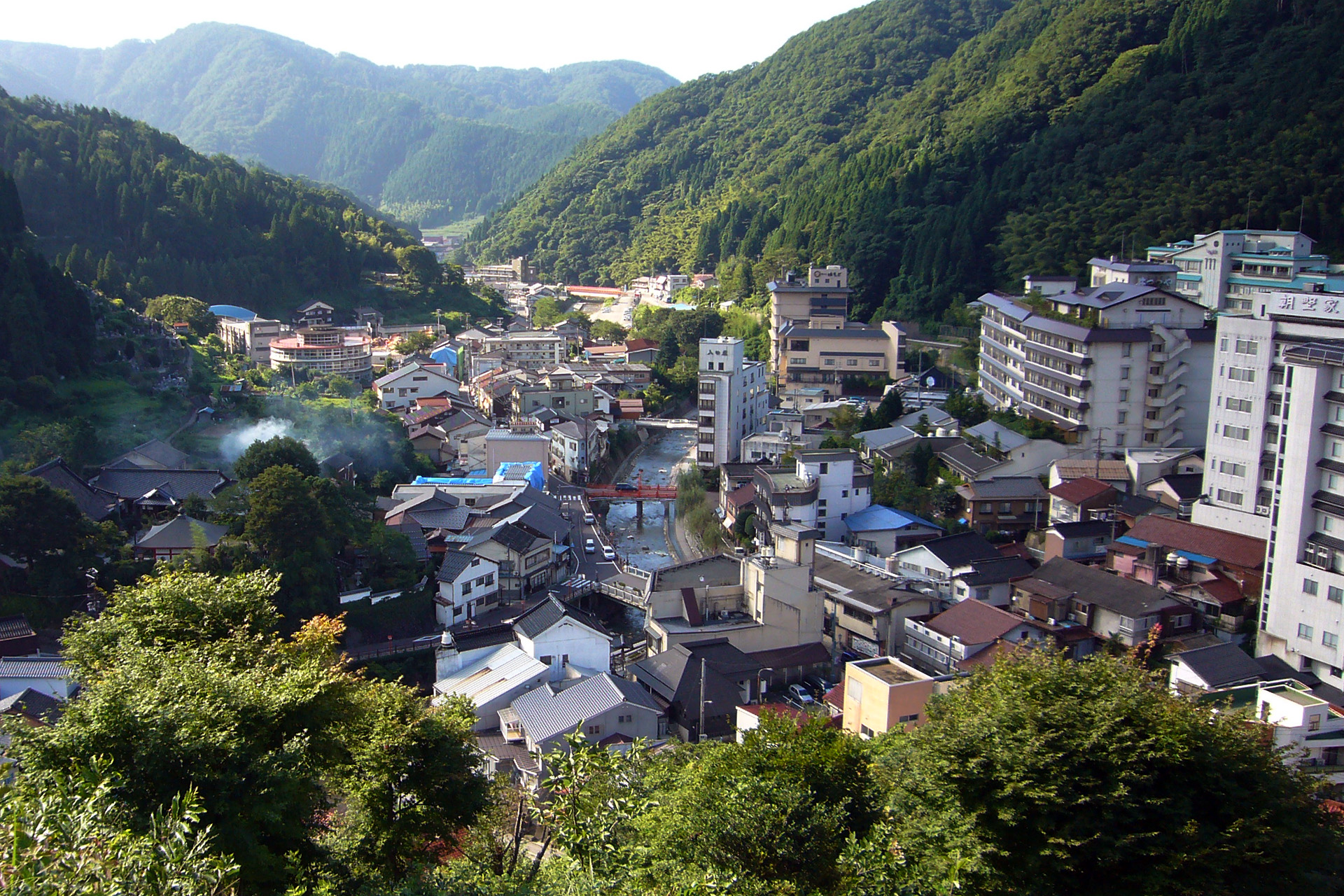
湯村溫泉

- 清富陣屋遺跡
- 但馬御火浦（日语：但馬御火浦）：國家名勝
  - 釣鐘洞門（日语：釣鐘洞門）
  - 旭洞門（日语：旭洞門）
  - 下荒洞門（日语：下荒洞門）
- 湯村溫泉（日语：湯村温泉 (兵庫県)）
  - 清正公園（日语：清正公園）
  - 正福寺（日语：正福寺_(兵庫県新温泉町)）
  - 夢千代館（日语：夢千代館）
- 濱坂溫泉鄉（日语：浜坂温泉郷）
  - 七釜溫泉（日语：七釜温泉） - 玉田寺（日语：玉田寺）、山宮神社（日语：山宮神社 (新温泉町)）
  - 濱坂溫泉（日语：浜坂温泉） - 以命亭（日语：以命亭）、加藤文太郎紀念圖書館（日语：加藤文太郎記念図書館）
- 兵庫縣立但馬牧場公園（日语：兵庫県立但馬牧場公園）
- 有趣昆蟲化石館（日语：おもしろ昆虫化石館）
- 扇之山（日语：扇ノ山）
  - 霧瀑布溪谷（日语：霧ヶ滝渓谷）
  - 赤瀑布（日语：赤滝 (新温泉町)）

## 教育

### 高等學校
- 兵庫縣立濱坂高等學校（日语：兵庫県立浜坂高等学校）

### 中學校
- 新溫泉町立濱坂中學校
- 新溫泉町立夢丘中學校

### 小學校
- 新溫泉町立濱坂東小學校
- 新溫泉町立濱坂西小學校
- 新溫泉町立濱坂南小學校
- 新溫泉町立濱坂北小學校
- 新溫泉町立溫泉小學校
- 新溫泉町立照來小學校

## 本地出身之名人
- 加藤文太郎（日语：加藤文太郎）：登山家
- 檀麗：女演員

## 外部連結
- （英文） 新溫泉町官方英文網頁 （页面存档备份，存于）
- （日語） 濱坂觀光協會 （页面存档备份，存于）
- （日語）湯村溫泉官方觀光網頁 （页面存档备份，存于）